# جیمز دیلی
جیمز دیلی (انگلیسی: James Deeley؛ زادهٔ ۱۸۷۱) بازیکن فوتبال اهل بریتانیا است.
از باشگاه‌هایی که در آن بازی کرده‌است می‌توان به باشگاه فوتبال ووستر سیتی و باشگاه فوتبال بیرمنگام سیتی اشاره کرد.